# 費氏獅子魚
費氏獅子魚，為輻鰭魚綱鮋形目杜父魚亞目獅子魚科的其中一種，分布於北大西洋加拿大、格陵蘭、斯瓦爾巴群島及北冰洋海域，棲息深度12-1800公尺，為深海底棲性魚類，體長可達20公分，生活在泥底質海域，屬肉食性，以甲殼類、蠕蟲為食，生活習性不明。

## 擴展閱讀
維基物種上的相關：費氏獅子魚